# Saint-Maclou
Saint-Maclou è un comune francese di 562 abitanti situato nel dipartimento dell'Eure nella regione della Normandia.

## Società

### Evoluzione demografica
Abitanti censiti